# 전재용
전재용(全在庸, 1964년 10월 22일~)은 대한민국의 기업인이자 전직 정치사회운동가이다. 전두환 전 대통령의 둘째 아들이다.

## 생애
포항제철 명예회장 박태준의 넷째 막내딸 박경아와 결혼했다가 이혼하고, 1992년에 공무원 출신의 최성대씨 딸 최정애와 재혼하였으나, 2007년 2월 부인 최씨와 이혼하였다. 연기자 박상아와 결혼했으며, 사이에 딸이 둘이 있다.
2004년 10월 19일 서울고등법원은 아버지 전두환으로부터 국민주택채권 167억여원을 증여받은 뒤 세금 71억여원을 포탈한 혐의로 구속기소된 전재용에게 징역 2년 6월에 집행유예 3년과 벌금 60억원을 선고했다.
2012년 전직 대통령이 묻어둔 비자금의 일부라는 소문이 파다했던 골프장 회원권 142개(약 355억원)가 매물로 나왔다. 매물로 나온 회원권 142개의 소유자는 에스더블유디씨라는 법인인데, 이 업체 임원으로 전두환의 차남인 전재용, 전재용의 부인 박상아, 전두환의 처남 이창석, 이창석의 부인 홍정녀 등 4명이 있다. 전두환 일가가 골프장 회원권을 구입한 경위에 대한 의혹도 제기되고 있다.

## 가족 관계
- 조부: 전상우(全相禹, 1893년~1967년)
- 조모: 김점문(金點文, 1898년~1978년)
  - 부: 전두환(全斗煥, 1931년~2021년)
  - 모: 이순자(李順子, 1939년~)
    - 형: 전재국(全宰國, 1959년~)
    - 형수: 정도경(鄭都瓊, 1961년 5월 30일~)
      - 조카딸 : 전수현(全修賢, 1985년 12월 19일~)
      - 조카아들: 전우석(1988년~)

    - 동생: 전재만(1971년~)
    - 누나: 전효선(1962년~)
    - 처: 박상아(朴相兒, 1972년~)

  - 백부: 전기환(全基煥, 1929년~2019년)
  - 백모: 최수자(崔秀子, 1931년~)
    - 사촌누나: 전용희(1955년~)
    - 사촌형: 전승규(全承奎, 1958년~)
      - 오촌 조카딸: 전지혜(全智惠, 1984년~)

    - 사촌형: 전종규(1962년~)

  - 숙부: 전경환(全敬煥, 1942년 10월 20일~2021년 10월 21일)
  - 숙모: 손춘지(孫春枝, 1944년~)
    - 사촌동생: 전창규(全昌圭, 1965년~)
    - 사촌동생: 전유정(1967년~)
    - 사촌동생: 전유신(1970년~)
- 숙조부: 전상기(?~?)
- 숙조모: ?(?~?)
  - 오촌 당숙부: 전순환(全淳煥, 1922년~)
- 숙조부: 전상희(?~?)
- 숙조모: ?(?~?)
  - 오촌 당숙부: 전우환(全禹煥, 1933년~)

### 그 중 직계 친인척
- 전경환(숙부)
- 전재국(형)
- 전수현(조카딸)
- 전우석(조카아들)
- 전창규(사촌 동생)
- 이원근(외사촌 동생)

### 가계도
|                  |                  |                  |                  |                  |                  |  |  |  |  |                       |                       |                       |                       |                       |                       |  |  |  |  | 전상우 (全相禹) 1893~1967 | 전상우 (全相禹) 1893~1967 | 전상우 (全相禹) 1893~1967 | 전상우 (全相禹) 1893~1967 | 전상우 (全相禹) 1893~1967 | 전상우 (全相禹) 1893~1967 |  |  | 김점문 (金點文) 1898~1978 | 김점문 (金點文) 1898~1978 | 김점문 (金點文) 1898~1978 | 김점문 (金點文) 1898~1978 | 김점문 (金點文) 1898~1978 | 김점문 (金點文) 1898~1978 |                           |                           |  |  |                       |                       |                       |                       |                       |                       |  |  |  |  |                           |                           |                           |                           |                           |                           |
|                  |                  |                  |                  |                  |                  |  |  |  |  |                       |                       |                       |                       |                       |                       |  |  |  |  | 전상우 (全相禹) 1893~1967 | 전상우 (全相禹) 1893~1967 | 전상우 (全相禹) 1893~1967 | 전상우 (全相禹) 1893~1967 | 전상우 (全相禹) 1893~1967 | 전상우 (全相禹) 1893~1967 |  |  | 김점문 (金點文) 1898~1978 | 김점문 (金點文) 1898~1978 | 김점문 (金點文) 1898~1978 | 김점문 (金點文) 1898~1978 | 김점문 (金點文) 1898~1978 | 김점문 (金點文) 1898~1978 |                           |                           |  |  |                       |                       |                       |                       |                       |                       |  |  |  |  |                           |                           |                           |                           |                           |                           |
|                  |                  |                  |                  |                  |                  |  |  |  |  |                       |                       |                       |                       |                       |                       |  |  |  |  |                           |                           |                           |                           |                           |                           |  |  |                           |                           |                           |                           |                           |                           |                           |                           |  |  |                       |                       |                       |                       |                       |                       |  |  |  |  |                           |                           |                           |                           |                           |                           |
|                  |                  |                  |                  |                  |                  |  |  |  |  |                       |                       |                       |                       |                       |                       |  |  |  |  |                           |                           |                           |                           |                           |                           |  |  |                           |                           |                           |                           |                           |                           |                           |                           |  |  |                       |                       |                       |                       |                       |                       |  |  |  |  |                           |                           |                           |                           |                           |                           |
| 전열환 1915~1925 | 전열환 1915~1925 | 전열환 1915~1925 | 전열환 1915~1925 | 전열환 1915~1925 | 전열환 1915~1925 |  |  |  |  | 전규곤 1916~1916      | 전규곤 1916~1916      | 전규곤 1916~1916      | 전규곤 1916~1916      | 전규곤 1916~1916      | 전규곤 1916~1916      |  |  |  |  | 전기환 (全基煥) 1929~2019 | 전기환 (全基煥) 1929~2019 | 전기환 (全基煥) 1929~2019 | 전기환 (全基煥) 1929~2019 | 전기환 (全基煥) 1929~2019 | 전기환 (全基煥) 1929~2019 |  |  |                           |                           | 전두환 (全斗煥) 1931~2021 | 전두환 (全斗煥) 1931~2021 | 전두환 (全斗煥) 1931~2021 | 전두환 (全斗煥) 1931~2021 | 전두환 (全斗煥) 1931~2021 | 전두환 (全斗煥) 1931~2021 |  |  | 이순자 (李順子) 1939~ | 이순자 (李順子) 1939~ | 이순자 (李順子) 1939~ | 이순자 (李順子) 1939~ | 이순자 (李順子) 1939~ | 이순자 (李順子) 1939~ |  |  |  |  | 전경환 (全敬煥) 1942~2021 | 전경환 (全敬煥) 1942~2021 | 전경환 (全敬煥) 1942~2021 | 전경환 (全敬煥) 1942~2021 | 전경환 (全敬煥) 1942~2021 | 전경환 (全敬煥) 1942~2021 |
| 전열환 1915~1925 | 전열환 1915~1925 | 전열환 1915~1925 | 전열환 1915~1925 | 전열환 1915~1925 | 전열환 1915~1925 |  |  |  |  | 전규곤 1916~1916      | 전규곤 1916~1916      | 전규곤 1916~1916      | 전규곤 1916~1916      | 전규곤 1916~1916      | 전규곤 1916~1916      |  |  |  |  | 전기환 (全基煥) 1929~2019 | 전기환 (全基煥) 1929~2019 | 전기환 (全基煥) 1929~2019 | 전기환 (全基煥) 1929~2019 | 전기환 (全基煥) 1929~2019 | 전기환 (全基煥) 1929~2019 |  |  |                           |                           | 전두환 (全斗煥) 1931~2021 | 전두환 (全斗煥) 1931~2021 | 전두환 (全斗煥) 1931~2021 | 전두환 (全斗煥) 1931~2021 | 전두환 (全斗煥) 1931~2021 | 전두환 (全斗煥) 1931~2021 |  |  | 이순자 (李順子) 1939~ | 이순자 (李順子) 1939~ | 이순자 (李順子) 1939~ | 이순자 (李順子) 1939~ | 이순자 (李順子) 1939~ | 이순자 (李順子) 1939~ |  |  |  |  | 전경환 (全敬煥) 1942~2021 | 전경환 (全敬煥) 1942~2021 | 전경환 (全敬煥) 1942~2021 | 전경환 (全敬煥) 1942~2021 | 전경환 (全敬煥) 1942~2021 | 전경환 (全敬煥) 1942~2021 |
|                  |                  |                  |                  |                  |                  |  |  |  |  |                       |                       |                       |                       |                       |                       |  |  |  |  |                           |                           |                           |                           |                           |                           |  |  |                           |                           |                           |                           |                           |                           |                           |                           |  |  |                       |                       |                       |                       |                       |                       |  |  |  |  |                           |                           |                           |                           |                           |                           |
|                  |                  |                  |                  |                  |                  |  |  |  |  |                       |                       |                       |                       |                       |                       |  |  |  |  |                           |                           |                           |                           |                           |                           |  |  |                           |                           |                           |                           |                           |                           |                           |                           |  |  |                       |                       |                       |                       |                       |                       |  |  |  |  |                           |                           |                           |                           |                           |                           |
|                  |                  |                  |                  |                  |                  |  |  |  |  | 전재국 (全宰國) 1959~ | 전재국 (全宰國) 1959~ | 전재국 (全宰國) 1959~ | 전재국 (全宰國) 1959~ | 전재국 (全宰國) 1959~ | 전재국 (全宰國) 1959~ |  |  |  |  | 전재용 (全在庸) 1964~     | 전재용 (全在庸) 1964~     | 전재용 (全在庸) 1964~     | 전재용 (全在庸) 1964~     | 전재용 (全在庸) 1964~     | 전재용 (全在庸) 1964~     |  |  | 박상아 (朴相兒) 1972~     | 박상아 (朴相兒) 1972~     | 박상아 (朴相兒) 1972~     | 박상아 (朴相兒) 1972~     | 박상아 (朴相兒) 1972~     | 박상아 (朴相兒) 1972~     |                           |                           |  |  | 전재만 (全在晩) 1971~ | 전재만 (全在晩) 1971~ | 전재만 (全在晩) 1971~ | 전재만 (全在晩) 1971~ | 전재만 (全在晩) 1971~ | 전재만 (全在晩) 1971~ |  |  |  |  | 전효선 (全孝善) 1962~     | 전효선 (全孝善) 1962~     | 전효선 (全孝善) 1962~     | 전효선 (全孝善) 1962~     | 전효선 (全孝善) 1962~     | 전효선 (全孝善) 1962~     |
|                  |                  |                  |                  |                  |                  |  |  |  |  | 전재국 (全宰國) 1959~ | 전재국 (全宰國) 1959~ | 전재국 (全宰國) 1959~ | 전재국 (全宰國) 1959~ | 전재국 (全宰國) 1959~ | 전재국 (全宰國) 1959~ |  |  |  |  | 전재용 (全在庸) 1964~     | 전재용 (全在庸) 1964~     | 전재용 (全在庸) 1964~     | 전재용 (全在庸) 1964~     | 전재용 (全在庸) 1964~     | 전재용 (全在庸) 1964~     |  |  | 박상아 (朴相兒) 1972~     | 박상아 (朴相兒) 1972~     | 박상아 (朴相兒) 1972~     | 박상아 (朴相兒) 1972~     | 박상아 (朴相兒) 1972~     | 박상아 (朴相兒) 1972~     |                           |                           |  |  | 전재만 (全在晩) 1971~ | 전재만 (全在晩) 1971~ | 전재만 (全在晩) 1971~ | 전재만 (全在晩) 1971~ | 전재만 (全在晩) 1971~ | 전재만 (全在晩) 1971~ |  |  |  |  | 전효선 (全孝善) 1962~     | 전효선 (全孝善) 1962~     | 전효선 (全孝善) 1962~     | 전효선 (全孝善) 1962~     | 전효선 (全孝善) 1962~     | 전효선 (全孝善) 1962~     |